# Bolitogyrus falini
Bolitogyrus falini (лат.) — вид коротконадкрылых жуков рода Bolitogyrus из подсемейства Staphylininae
(Staphylinidae). Неотропика (Talamanca Cordillera): Коста-Рика (Puntarenas), Панама (Chiriquí). Вид назван в честь американского энтомолога Зака Фалина (Zack Falin, SEMC, Snow Entomological Collection, Biodiversity Institute,
Канзас, США).

## Описание
Длина около 1 см, окраска более тёмная, чем у близкого вида Bolitogyrus divisus,  желтовато-коричневая. От близких видов Bolitogyrus bullatus и Bolitogyrus pseudotortifolius отличается наличием трёх пунктур в дорзальном ряду на пронотуме; латеральные края пронотума слабо сближаются кпереди. Антенномеры I–V усиков без плотного опушения; боковые части задних голеней без шипиков, только со щетинками; глаза сильно выпуклые и занимающие почти всю боковую поверхность головы. Обнаружен на гнилой древесине с грибами во влажных вечнозелёных лесах.
Вид был впервые описан в 2014 году датским колеоптерологом Адамом Брунком (Adam J. Brunke; Biosystematics, Natural History Museum of Denmark, University of Copenhagen,  Копенгаген, Дания). 